# Adrian Pabst
 (septembre 2018).
Adrian Pabst (né en 1976) est un politologue et professeur d'université allemand, qui enseigne depuis 2009 à l'Université du Kent. 
Son domaine de recherche est le rôle de l'éthique et de la religion dans la politique. Il a écrit de nombreux livres et essais.

## Biographie
Adrian Pabst est titulaire d'un master de l'Université de Cambridge, d'un master de la London School of Economics, et d'un doctorat d'histoire des idées politiques et de philosophie de la religion à l'Université de Cambridge (2002-2006). Il a ensuite mené des recherches à l'Université de Nottingham grâce à la Leverhulme Early Career Fellowship de 2007 à 2009. En plus de l'allemand, il parle couramment l'anglais, le français et l'espagnol.
Si ses activités principales sont l'enseignement et la recherche, Pabst écrit régulièrement des articles de géopolitique, d'économie politique et de relations internationales pour des journaux d'envergure internationale tels que l' International Herald Tribune, The Guardian, le Moscow Times, le Huffington Post, ainsi que sur ABC dans la catégorie Religion et éthique. Il contribue aussi au journal Les Échos.
Il est depuis 2007 co-rédacteur en chef de la revue scientifique portant sur la religion Telos, et est membre du Centre de théologie et de philosophie de l'université de Nottingham. En 2012, il rejoint le think tank bipartisan ResPublica. 
Il a été professeur invité à Sciences Po Lille en 2014/2015, où il a tenu un cours en anglais appelé Left and right in global politics.
Ses recherches portent sur la politique post-libérale contemporaine et l'économie politique.